# Baron Leitrim
Baron Leitrim war ein britischer erblicher Adelstitel, der zweimal in der Peerage of Ireland verliehen wurde.

## Verleihungen
Der Titel wurde erstmals am 6. Mai 1583 an John Bourke einen jüngeren Sohn des Richard Bourke, 2. Earl of Clanricarde verliehen. Dieser starb bereits am 11. November 1583 und hinterließ zwar fünf uneheliche Söhne, aber keinen legitimen Erben, so dass der Titel erlosch.
In zweiter Verleihung wurde am 11. Oktober 1783 der Titel Baron Leitrim, of Manor Hamilton in the County of Leitrim, für den irischen Unterhausabgeordneten Robert Clements neu geschaffen. Am 20. Dezember 1793 wurde dieser auch zum Viscount Leitrim und am 6. Oktober 1795 zum Earl of Leitrim erhoben. Die Baronie war fortan ein nachgeordneter Titel des jeweiligen Earls und erlosch schließlich beim kinderlosen Tod des 5. Earls of Leitrim am 9. Juni 1952.

## Liste der Barone Leitrim

### Barone Leitrim, erste Verleihung (1583)
- John Bourke, 1. Baron Leitrim († 1583)

### Barone Leitrim, zweite Verleihung (1783)
- Robert Clements, 1. Earl of Leitrim, 1. Baron Leitrim (1732–1804)
- Nathaniel Clements, 2. Earl of Leitrim, 2. Baron Leitrim (1768–1854)
- William Clements, 3. Earl of Leitrim, 3. Baron Leitrim (1806–1878)
- Robert Clements, 4. Earl of Leitrim, 4. Baron Leitrim (1847–1892)
- Charles Clements, 5. Earl of Leitrim, 5. Baron Leitrim (1879–1952)